# John Cunnison Catford
John Cunnison "Ian" Catford (nacido el 26 de marzo de 1917 - 6 de octubre de 2009) fue un lingüista y fonetista escocés mundialmente conocido.

## Biografía
Catford nació en Edimburgo, Escocia . Luego de terminar sus estudios secundarios y universitarios, estudió fonética. Impartió clases de inglés en el extranjero (en Grecia, Palestina y Egipto ), incluso durante la Segunda Guerra Mundial .
Conoció a su esposa Lotte mientras vivía en Jerusalén. Lotte nació en Viena y hablaba alemán, pero se mudó a Palestina y, durante su juventud, aprendió otros idiomas como el hebreo, el inglés y el árabe. Para Catford esto fue una de sus fuentes de conocimiento sobre los idiomas y su fonética.
Catford fundó la Escuela de Lingüística Aplicada de la Universidad de Edimburgo y, dentro de la misma, creó otro departamento encargado del mapeo de diferentes dialectos ingleses en toda Escocia . Catford podía identificar de dónde eran las personas exclusivamente a través de su habla.
Sus conocimientos en cuanto a la fonética formal, la producción aerodinámica y fisiológica del habla, las peculiaridades fonéticas del habla y una asombrosa capacidad para reproducir palabras e incluso discursos al revés, lo llevaron a recibir una invitación a la Universidad de Míchigan. Allí dirigió el Instituto de Lengua Inglesa y el Laboratorio de Ciencias Comunicativas (actual Laboratorio de Fonética). Impartió la mayoría de las materias de lingüística en la misma universidad.
Si bien se jubiló en 1985, no permaneció inactivo. Por el contrario, fue invitado a algunas de las universidades más prestigiosas del mundo, incluidas las de Estambul, Jerusalén y California. Publicó varios artículos, participó en múltiples conferencias y continuó dando conferencias y presentaciones, especialmente en la Universidad de Míchigan . Allí se conservan muchas de sus obras originales. Aconsejó a muchos estudiantes universitarios que buscaban estudiar la carrera de lingüística.
En su matrimonio con Lotte, Catford tuvo dos hijos: Lorna y Julian. Murió de vejez en octubre de 2009 en Shoreline, Washington, EE. UU.

## Obras
De todos sus artículos, ensayos publicados y otros trabajos, cabe destacar los siguientes:
- Introducción práctica a la fonética, 2ª. ed. , Prensa de la Universidad de Oxford, 2002. ISBN 9780199246359
- Problemas fundamentales en fonética
- Acentuación de palabras y acentuación de oraciones: una guía práctica y teórica para profesores de inglés básico
- Teoría lingüística de la traducción
- Ergatividad en lenguas caucásicas